# Otranto-Feldzug

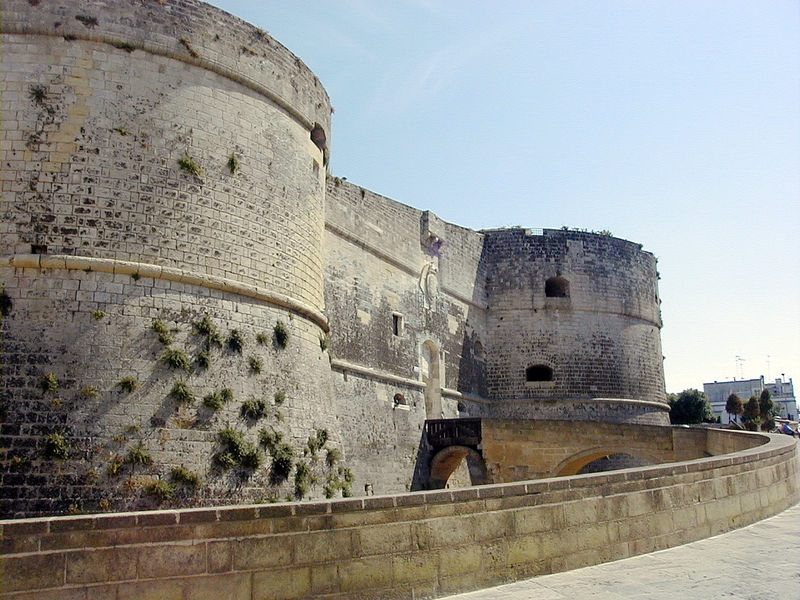
Befestigungsanlagen von Otranto

Der Otranto-Feldzug war eine militärische Unternehmung der Streitkräfte des Osmanischen Reiches auf der Apenninen-Halbinsel in den Jahren 1480/81, in deren Mittelpunkt die Stadt Otranto stand. Diese wurde von den Osmanen erobert, schließlich jedoch wieder geräumt.

## Hintergrund
Die Ziele der von Sultan Mehmed II. initiierten Expedition auf das italienische Festland sind heute nicht mehr zu rekonstruieren. Durch den frühen Tod des Sultans kann über seine Pläne nur spekuliert werden. Ein Ziel des Feldzuges könnte es gewesen sein, in Süditalien Fuß zu fassen. Näherliegend ist es jedoch, dass Mehmed II. von diesem Stützpunkt aus den Zugang zum Adriatischen Meer beherrschen wollte, um so der Republik Venedig zu schaden, gegen die er erst kurz zuvor einen längeren Krieg geführt hatte (→ Zweiter Venezianischer Türkenkrieg). Eine andere mögliche Erklärung ist, dass das Osmanische Reich einen Hilferuf des von den spanischen Königreichen Kastilien und Aragon angegriffenen Emirats von Granada erhalten hatte und daher lediglich einen Ablenkungsangriff auf die spanischen Besitzungen in Süditalien führte. Aber auch Rom könnte ein fernes Ziel des Vorstoßes gewesen sein. Andere Autoren gehen sogar von dem Versuch einer Eroberung Italiens aus.
Im Jahr 1537 versuchte eine osmanische Flotte noch einmal erfolglos eine Einnahme Otrantos.

## Militärischer Verlauf

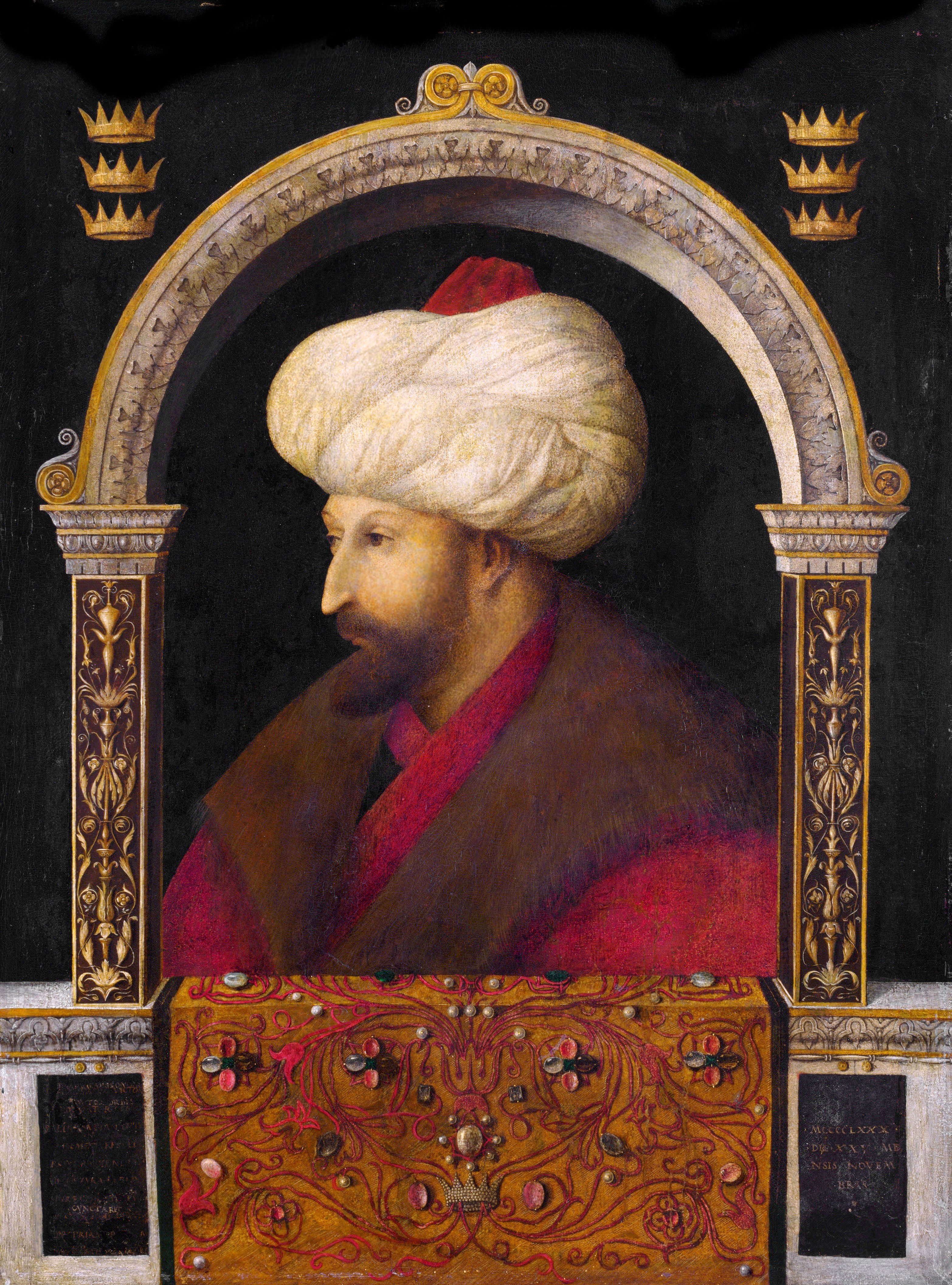
Sultan Mehmed II., Porträt von Gentile Bellini (1480)

Im Sommer 1480 sammelte sich eine osmanische Flotte in den albanischen Häfen und stach im Juli in See. Die Angaben zur Größe der Flotte schwanken. Helmut Pemsel geht von 90 Galeeren und 20 Transportschiffen aus. Auch die Angaben zum Umfang des osmanischen Heeres schwanken zwischen 18.000 und 100.000 Mann. Diese Streitkräfte unter dem Befehl von Gedik Ahmed Pascha landeten am 28. Juli 1480 in Apulien. Dort zogen sie vor die Stadt Otranto und forderten deren Übergabe. Als die Bevölkerung die Kapitulation verweigerte und sich in die Zitadelle zurückzog, begann die Belagerung der Stadt, welche am 11. August 1480 mit ihrer Einnahme endete. Die Osmanen nutzten ihren Sieg nicht aus, um ihren gewonnenen Brückenkopf zu erweitern. Stattdessen verlegten sie sich bis Oktober auf Überfälle auf italienische Küstenstädte wie Vieste, Lecce, Tarent und Brindisi mit Hilfe ihrer Flotte. Danach kehrte der Großteil der osmanischen Truppen nach Albanien zurück, offenbar wegen der prekären Verpflegungslage. Nur etwa 1.300 Mann verblieben in Otranto. Auch in der Folgezeit wurde die Stadt über das Meer mit Getreide versorgt.
Die Stadt Otranto gehörte zum Königreich Neapel, wo König Ferrante I. (1423–1494) herrschte. Dieser sammelte ein kleines Heer und zog mit diesem am 8. September nach Apulien. Zwar wagte Ferrante wegen der Schwäche seiner Truppe keinen Angriff, hoffte aber, die Osmanen wenigstens bis zum Wintereinbruch beschäftigen zu können. Obwohl sich unter der Bevölkerung von Italien die Befürchtung verbreitete, das Ziel des osmanischen Angriffs sei Rom, traf kaum Hilfe für die bedrängten Neapolitaner ein. Papst Sixtus IV. (1414–1484) entsandte 14 Galeeren. Spanien unter Ferdinand von Aragón (1452–1516) und Isabella von Kastilien (1451–1504) schickten 3.000 Mann. Aus Ungarn trafen weitere Truppen ein. Demgegenüber verbreiteten sich Gerüchte, dass im folgenden Jahr Sultan Mehmed II. (1432–1481) mit einem 120.000 Mann starken Heer eintreffen würde.
Im Frühjahr gingen die Neapolitaner mit ihren Verbündeten schließlich zum Gegenangriff über. Am 1. Mai 1481 begannen sie die förmliche Belagerung Otrantos. Die Osmanen verteidigten sich erfolgreich, bis am 3. Mai die Nachricht vom Tod des Sultans eintraf. Dadurch traten innenpolitische Wirren im Osmanischen Reich auf, welche die Ankunft von Verstärkungen verhinderten. Nach einem erfolglosen Sturmangriff auf die Stadt am 23. August begannen Unterhandlungen zwischen den Kriegsparteien. Den Osmanen wurde der Abzug aus der Stadt gewährt. Als am 10. September die neapolitanischen Truppen in die Stadt einrückten, nahmen sie dennoch einige hundert osmanische Soldaten gefangen, die anschließend als Galeerensklaven dienen mussten.

## Kulturelle Faktoren

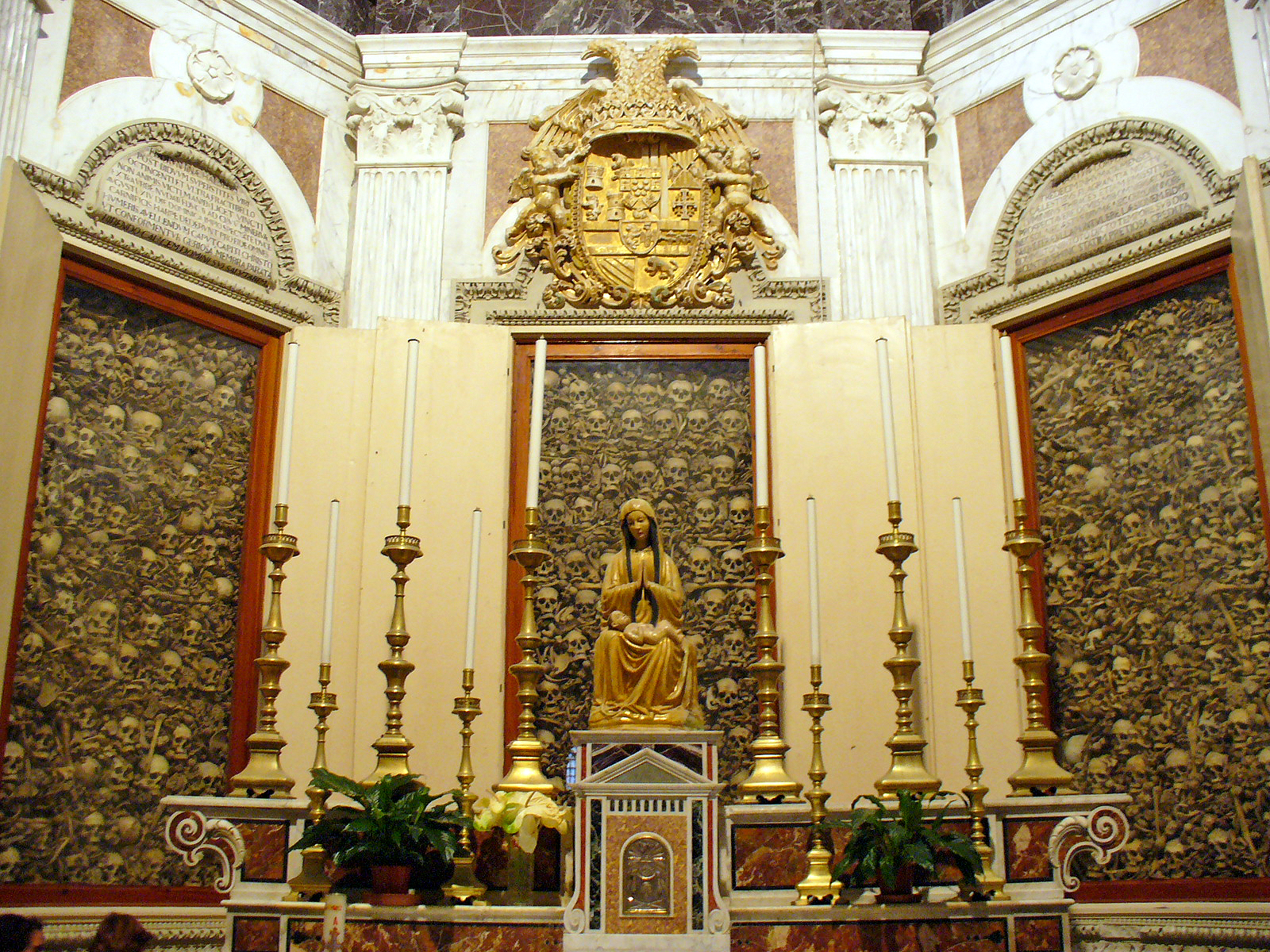
Gebeine der Märtyrer in der Kathedrale von Otranto

Nach der Einnahme Otrantos plünderten die Osmanen die Stadt. Eine große Zahl von Einwohnern wurde getötet, so auch der Erzbischof Stefano Pendinelli, der in der Kathedrale ermordet wurde. Anschließend wurden die Kirchenglocken von den Besatzern eingeschmolzen, um daraus Waffen herzustellen. Später wurde auch das wegen seiner großartigen Bibliothek berühmte San Nicola di Casole zerstört.
In der christlichen Historiographie wurde den Ereignissen nach der Einnahme besondere Beachtung geschenkt. Die Osmanen gingen angeblich daran, die Christen zum Abschwur ihres Glaubens zu zwingen. Dabei weigerten sich 800 Männer des Ortes und zogen die Enthauptung vor. Diese Männer wurden am 14. August 1480 auf dem nahen Minerva-Hügel hingerichtet und liegengelassen. Der Legende nach sollen ein Jahr später ihre unversehrten Leichen vom neapolitanischen Heer aufgefunden worden sein. Die Kirche erkannte die Opfer schließlich als die Märtyrer von Otranto an, woraufhin ihnen am Ort des Geschehens eine Kapelle errichtet wurde, die noch heute steht.